# Boven 't Y

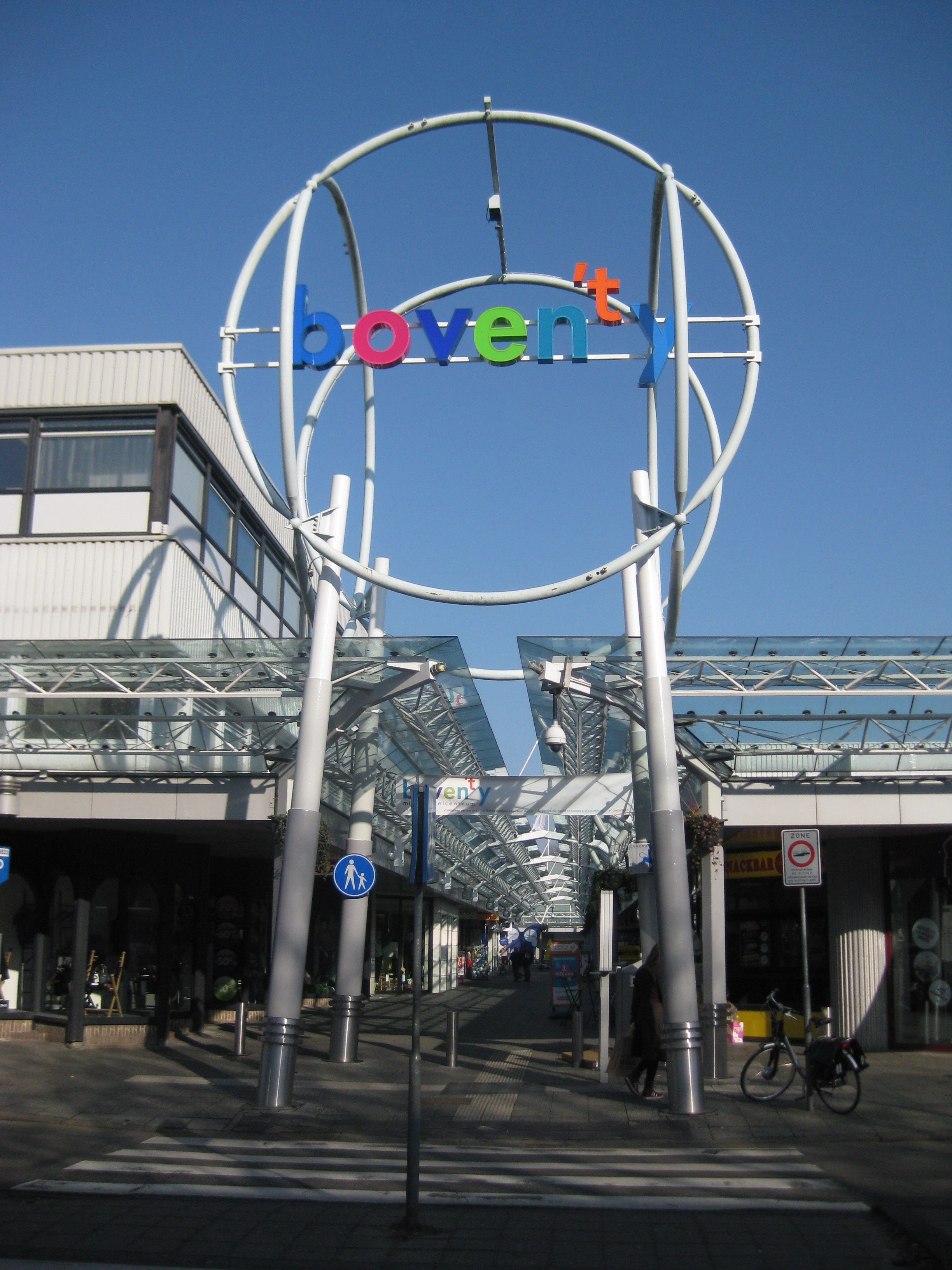
Een ingang van winkelcentrum 'Boven 't Y'

Boven 't Y is een winkelcentrum in het Amsterdamse stadsdeel Amsterdam-Noord (Buikslotermeer), dat zich bevindt op het Buikslotermeerplein. Het winkelcentrum telt ongeveer 140 winkels. De naam is ontleend aan de in Amsterdam gangbare alternatieve benaming voor Amsterdam-Noord (het deel van Amsterdam aan de noordkant van het IJ), 'Boven 't IJ', maar de naam van het winkelcentrum wordt dus geschreven met Y in plaats van IJ.
Het ligt aan de zuidoostzijde van metrostation Noord, de eindhalte van metrolijn 52 (de Noord/Zuidlijn) naar het Centraal Station en Station Zuid. Hier is ook een knooppunt van buslijnen.
Ertussen, aan de westzijde van het Buikslotermeerplein, staat Pathé Amsterdam Noord, en van maandag tot en met zaterdag een middelgrote markt.
De winkels aan het Olof Palmeplein aan de oostzijde zijn een voortzetting van het winkelcentrum en het gebied tussen het voormalige Waddenwegviaduct aan de westzijde en het metrostation wordt verder ontwikkeld als uitbreiding van het winkelcentrum.   